# 阿特米斯奇幻歷險 (電影)
《阿特米斯奇幻歷險》（英語：Artemis Fowl），是一部於2020年上映的美國科學奇幻冒險片，改編自埃因·科爾弗同名奇幻小說，由簡尼夫·班納執導和麥可·戈登伯格、亞當·克和科納·麥克弗森編劇，福迪亞·肖、蘿拉·麥克唐納、周洪、諾索·安諾茲、法比奥·西卡拉、喬許·蓋德和茱迪·丹芝主演。
电影原定于2020年5月29日上映，但受2019冠状病毒病疫情影响，迪士尼于2020年4月3日宣布电影撤档，并将于2020年6月12日在Disney+直接上线。

## 演員
- 福迪亞·肖 飾 阿特米斯·法爾二世
- 蘿拉·麥克唐納 飾 荷莉·秀特隊長
- 諾索·安諾茲 飾 多莫維依·巴特勒
- 柯林·法洛 飾 阿特米斯·法爾一世
- 茱迪·丹芝 飾 朱利亞斯·魯特
- 周洪 飾 奧帕爾·科博（英语：Opal Koboi）（配音；未掛名）
- 喬許·蓋德 飾 毛曲·迪甘斯
- 米蘭達·雷森（英语：Miranda Raison） 飾 安潔琳·法爾
- 尼基什·帕特爾（英语：Nikesh Patel） 飾 弗利
- 喬舒亞·馬克圭爾（英语：Joshua McGuire） 飾 布萊爾
- 麥特·傑蘇普 飾 布加
- 艾德里恩·史科柏洛（英语：Adrian Scarborough） 飾 哥布林領袖

## 製作

### 拍攝
主體拍攝在愛爾蘭、北愛爾蘭和越南胡志明市進行。

## 發行
電影原定於2019年8月9日上映。2019年5月7日，電影延期至2020年5月29日上映，但由于受2019冠状病毒病疫情影响，迪士尼于2020年4月3日宣布电影将改成在Disney+直接上线。2020年4月16日，迪士尼宣布电影于2020年6月12日上线。